# サンタントニノ

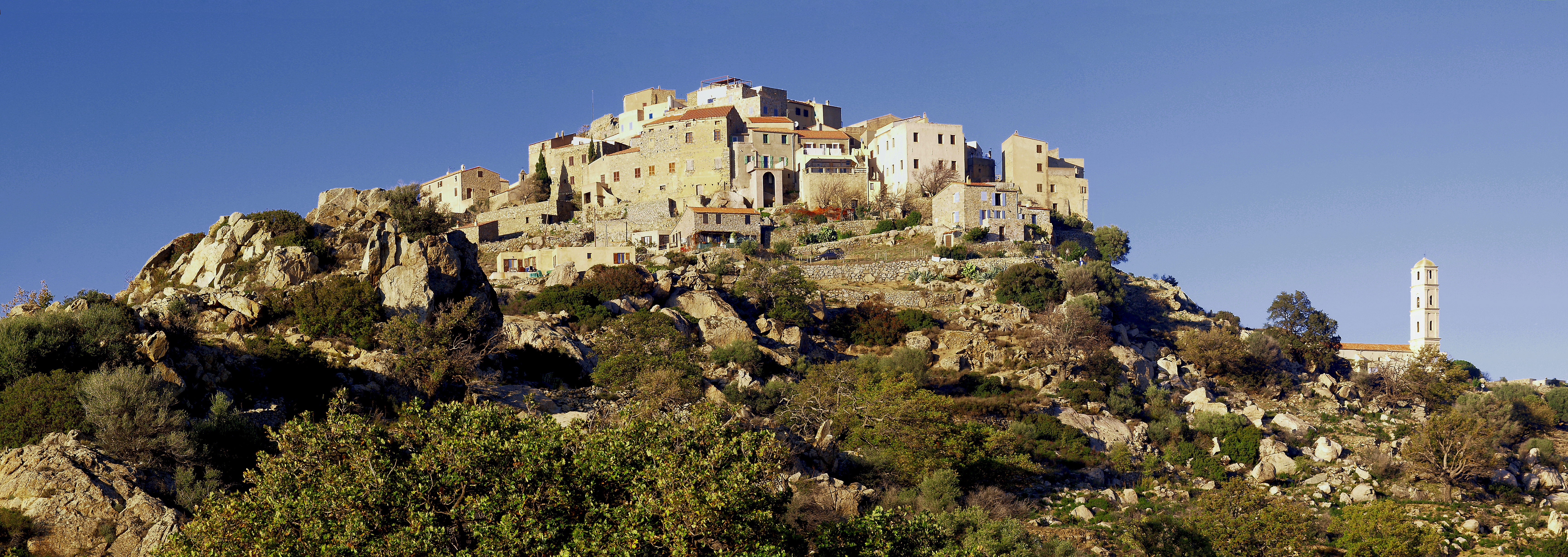
サンタントニノ

サンタントニノ （Sant'Antonino）は、フランス、コルス地方公共団体、オート＝コルス県のコミューン。フランスの最も美しい村に登録されている。

## 地理
サンタントニノはバラーニュ地方の心臓部にある。リル＝ルースとカルヴィに近く、海と山に挟まれ、海抜500mの花崗岩の頂上に位置している。村はアレニョの平野部を見下ろす一方、レジノ川も見下ろしている。
まさに『鷹巣』村は約75軒の住宅が互いにくっついて連なり、花崗岩の露頭を包み込み、侵略によく耐えられるよう迷路の萌芽を形作っている。

## 歴史
村は9世紀にウゴ・コロンナ（fr、初代コルシカ伯）によってつくられた。丘の頂上に村をつくることで、ムーア人の侵略から避難でき、村を守ることができた。村の構造は時に鷲巣と比較されることがある一方、実際はむしろ、住宅が波状に段々と連なっているためカタツムリに似ている。
村の教会は11世紀に建設されている。かつて住民たちは、ミサを挙げるために近くのカテリにある礼拝堂に降りていっていた。この礼拝堂は長い間2つの村の間で競合しあっていた。

## 史跡
- アノンシアション教会 - 11世紀。村の麓、広場前にある。夏になると自動車やバスで有料駐車場が満杯になる。

教会内にある4点の絵画は全てコミューンが所有しており、1998年より歴史文化財指定されている。
- キリスト降架図（17世紀）[1]
- エジプト避難（18世紀）[2]
- 煉獄の魂（日付不明）[3]
- 聖ドミニク、聖カトリーヌとともにあるロザリオの聖母（18世紀後半）[4]

## 人口統計
| 1962年 | 1968年 | 1975年 | 1982年 | 1990年 | 1999年 | 2006年 | 2011年 |
| ------ | ------ | ------ | ------ | ------ | ------ | ------ | ------ |
| 133    | 121    | 113    | 79     | 60     | 77     | 89     | 100    |

参照元:1999年までEHESS、2004年以降INSEE

## ギャラリー

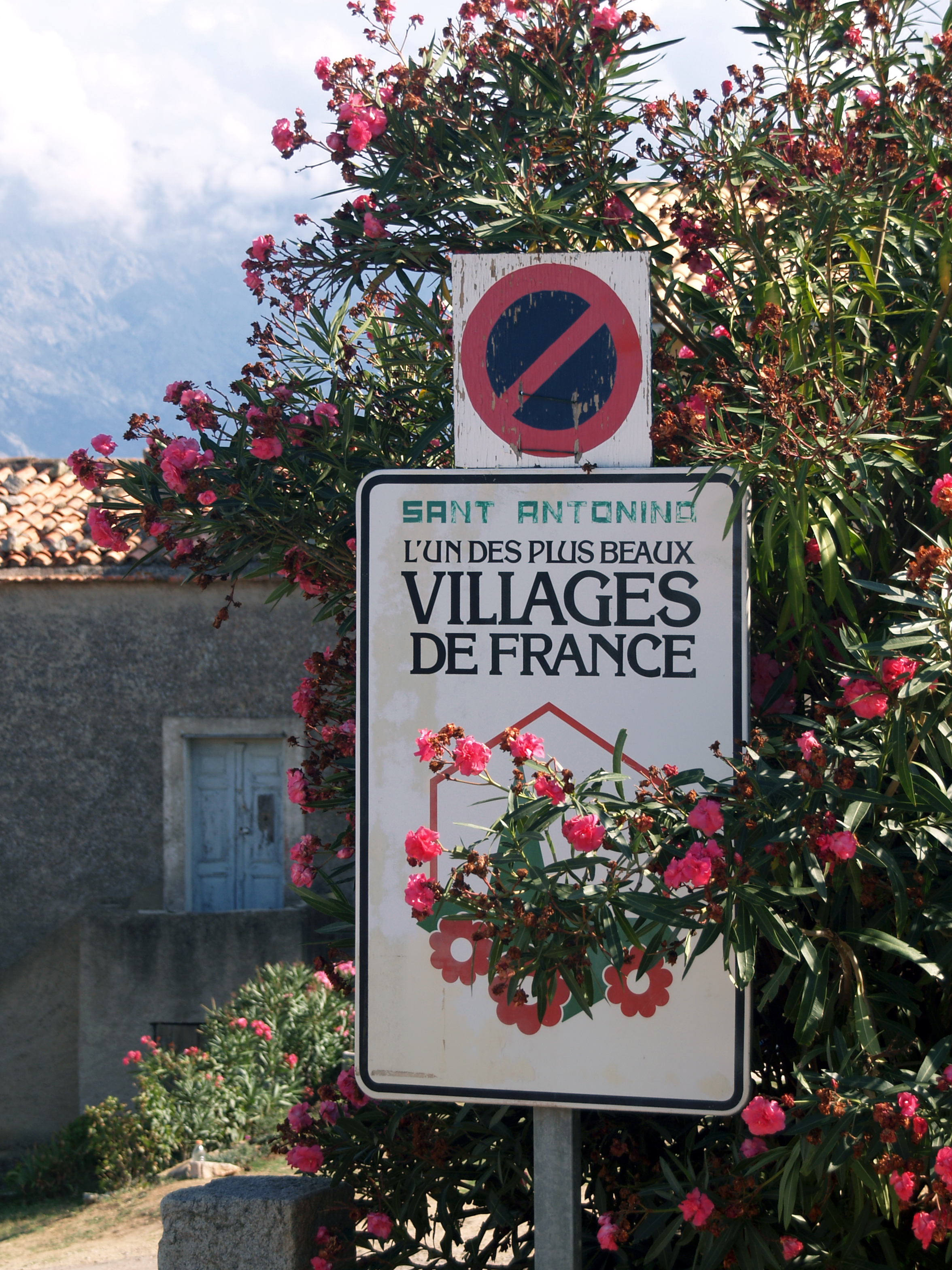
村の入り口にある「最も美しい村」の看板
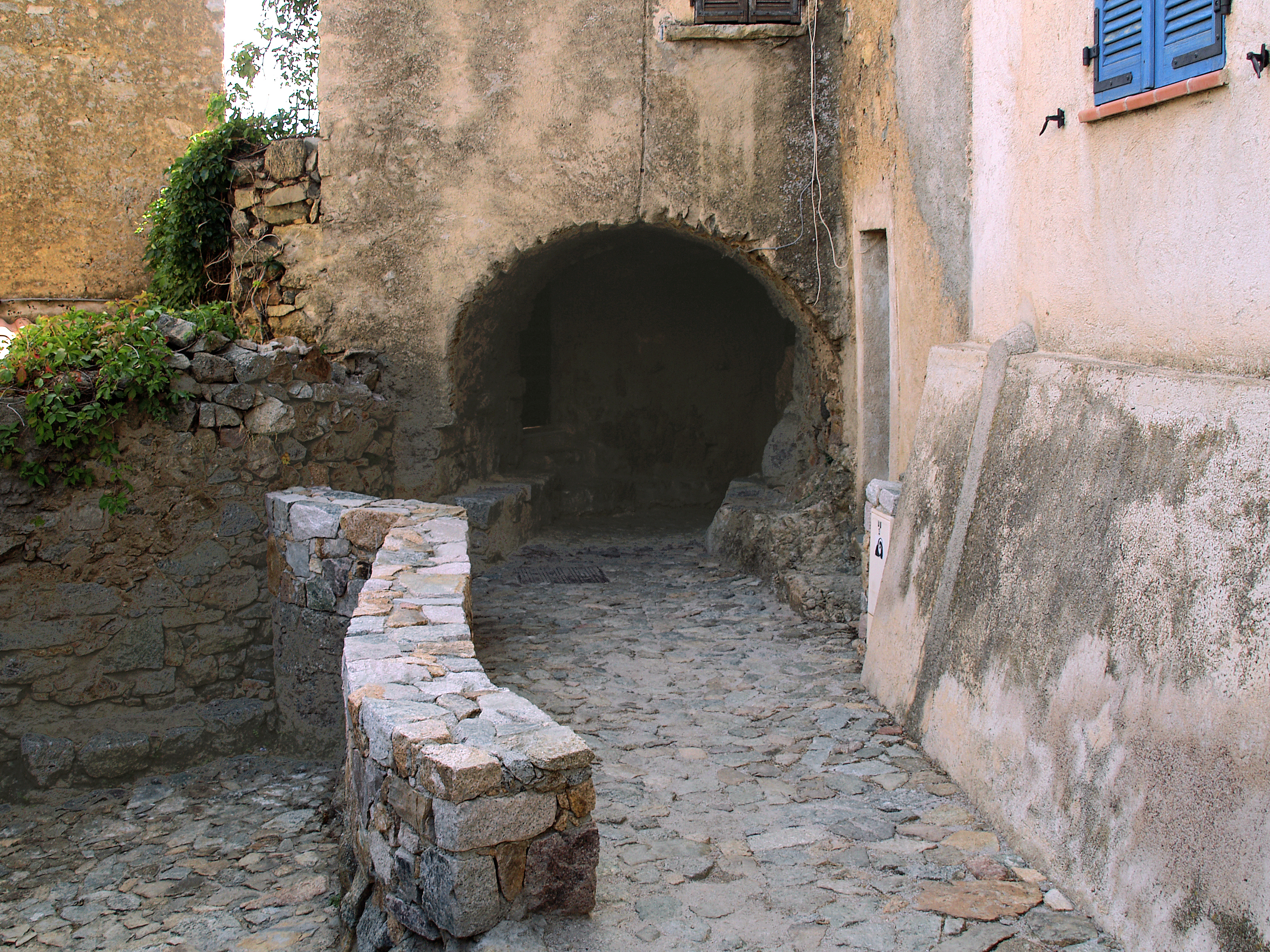
路地
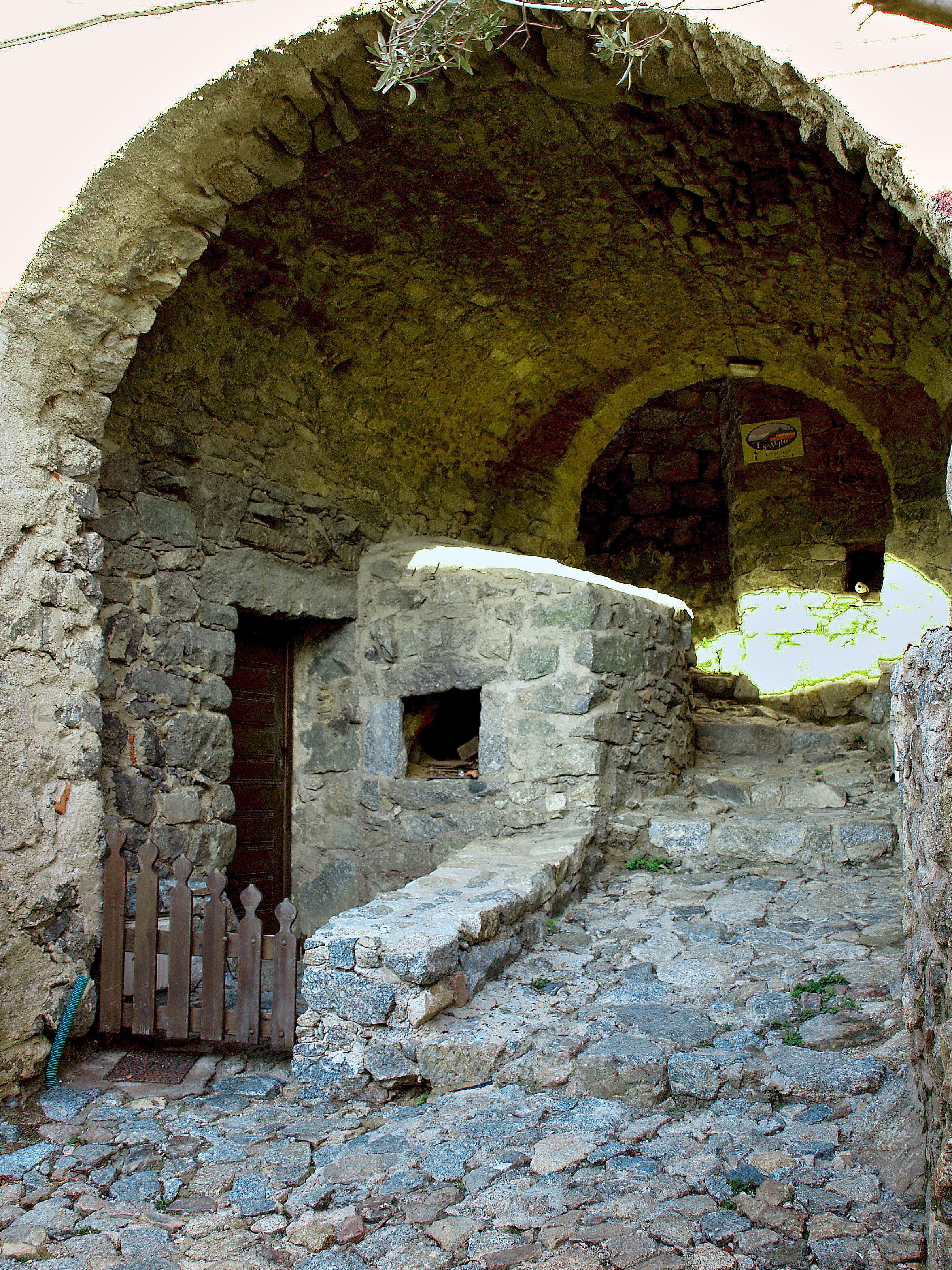
古いパン焼き窯
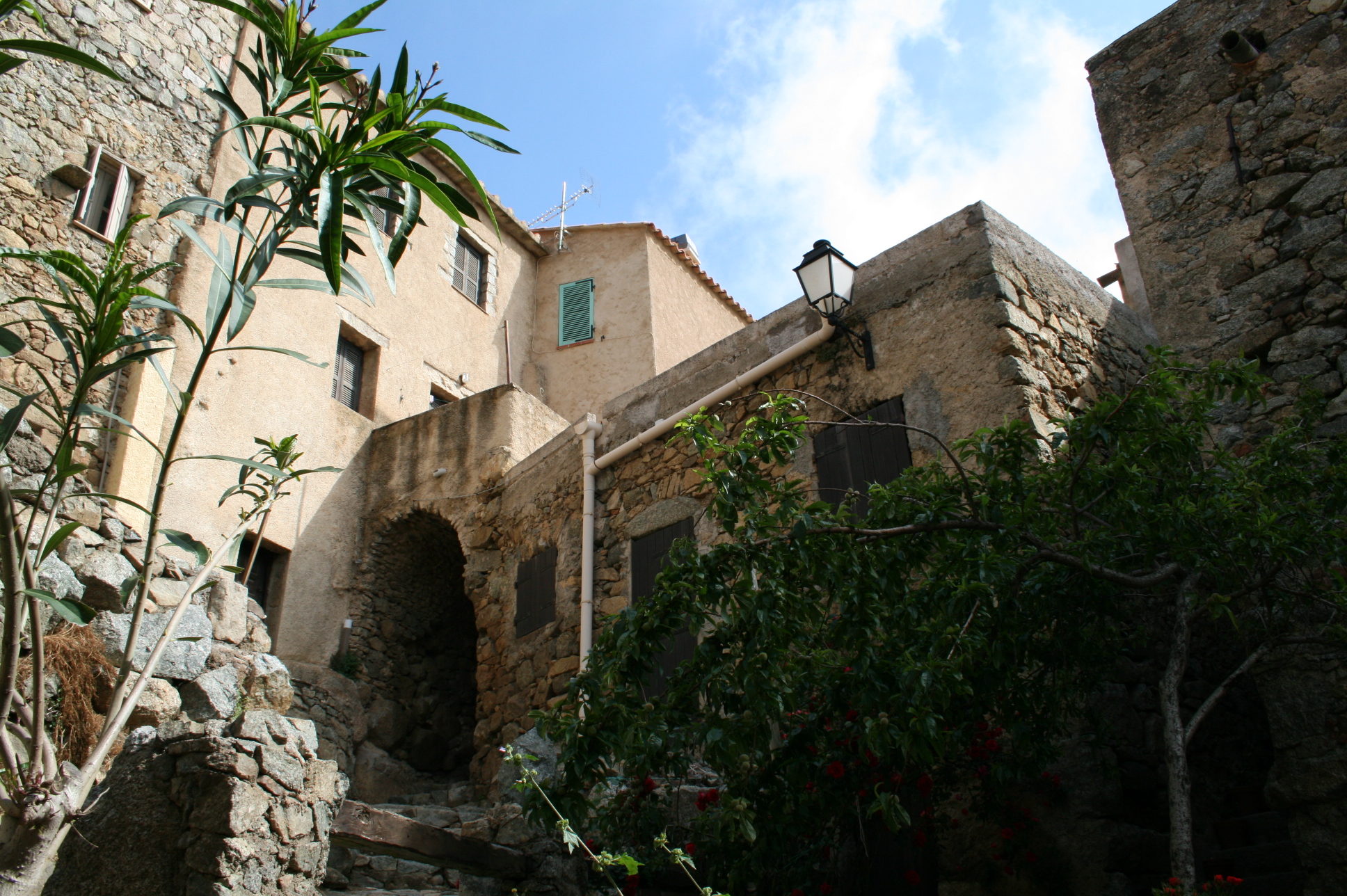
古い民家
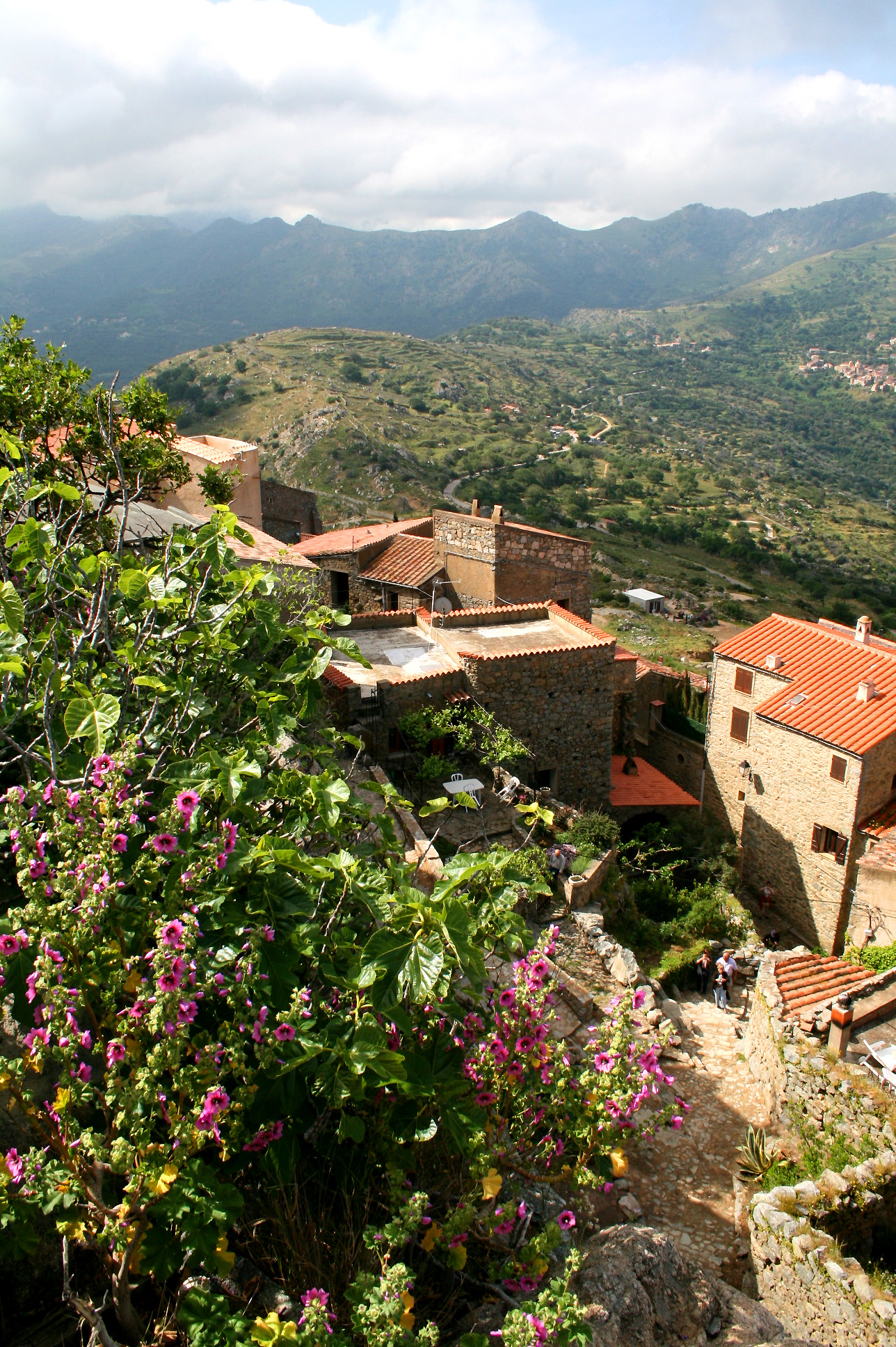
家々を上から見下ろす